# Situación límite
Una situación límite es coloquialmente una "situación inusual, en la cual las medidas habituales no permiten resolverla". Como término filosófico, Karl Jaspers lo utilizó por primera vez en 1919, en su trabajo La psicología de las visiones del mundo. En la filosofía existencial de Jaspers, describe situaciones en las que el ser humano alcanza los límites de su ser, de manera definitiva, inevitable e inmanejable. Es la terrible experiencia del sufrimiento, la culpa, el destino, la lucha, la falta de confianza en el mundo, la muerte y el (contingente) "estar en uno mismo". Son "situaciones en las que la existencia se realiza de inmediato, situaciones últimas que no se pueden cambiar ni eludir".

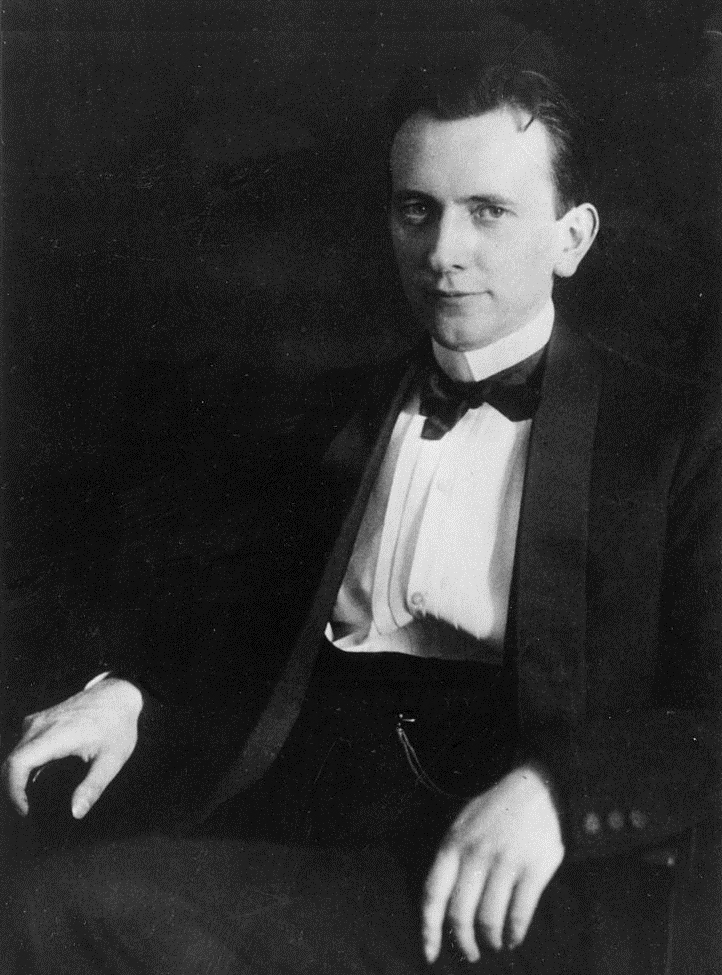
Karl Jaspers (1883-1969)

## Origen de la filosofía
Después de la maravilla y la duda, las situaciones límite son el origen más profundo de la filosofía. De las situaciones límite surge, para Karl Jaspers, la experiencia de la trascendencia. El hombre está expuesto repetidamente a crisis profundas, e inevitablemente alcanza sus límites. Estas son situaciones más allá de las cuales el hombre no puede ir y que no puede cambiar. La vejez, la enfermedad y la muerte no pueden ser abolidas.

## El cifrado de trascendencia
La individualidad puede sentir la trascendencia al cifrarse, al hablar con ella. Un cifrado importante que le habla directamente al hombre es fracasar. Sólo en el fracaso genuino se experimenta plenamente. Esto tiene lugar en la construcción de un mundo con la voluntad de perdurar, pero con conocimiento y riesgo de destrucción. Detrás de fracasar está la trascendencia. 

## El salto a la individualidad
En situaciones límite, los humanos reaccionan a través de la ofuscación o la desesperación y la reconstrucción: el hombre viene a sí mismo en la transformación de su sentido del ser. A partir de estas situaciones, la liberación solo es posible si el hombre la acepta y afirma por completo. En la situación límite es posible la experiencia de la trascendencia. Esto requiere un salto de la desesperación hacia la individualidad y la libertad: 

"El origen de las situaciones límite proporciona el impulso básico para ganarle el camino al fracaso ... En las situaciones límite, o la nada se muestra o se hace palpable, lo que en realidad es a pesar de y, sobre todo, de la desaparición del mundo".
Karl Jaspers - Introducción a la filosofía".

## Literatura
- Karl Jaspers: Einführung in die Philosophie. (Introducción a la filosofía), Piper, Múnich 1971.
- Karl Jaspers: Filosofía, Berlín 1956.
- Hans Joachim Störig : Kleine Weltgeschichte der Philosophie. (Pequeña historia mundial de la filosofía) . Fischer, Frankfurt a. M. 1996, ISBN 3-596-13520-6 .
- Dorothea Lauterbach, Uwe Spörl, Uli Wunderlich (ed. ): Grenzsituationen. Wahrnehmung, Bedeutung und Gestaltung in der neueren Literatur. (Situaciones límite. Percepción, significado y diseño en la literatura reciente. Vandenhoeck y Ruprecht, Gotinga 2002.